# Ambariv, Berezivka
Ambariv (în ucraineană Амбарів) este un sat în comuna Mîkolaiivka din raionul Berezivka, regiunea Odesa, Ucraina.

## Demografie
Componența lingvistică a localității Ambariv
     Ucraineană (94,76%)
     Rusă (1,94%)
     Română (1,55%)
     Alte limbi (0,97%)
Conform recensământului din 2001, majoritatea populației localității Ambariv era vorbitoare de ucraineană (94,76%), existând în minoritate și vorbitori de rusă (1,94%) și română (1,55%).